# Santo Antônio do Planalto
Pour les articles homonymes, voir Santo Antônio.
Santo Antônio do Planalto est une ville brésilienne du Nord-Ouest de l'État du Rio Grande do Sul, faisant partie de la microrégion de Carazinho. Elle se situe à une latitude de 28° 23′ 48″ sud et à une longitude de 52° 41′ 29″ ouest, à une altitude de 558 mètres et à 267 km au nord-ouest de Porto Alegre. Sa population était estimée à 2 029 habitants en 2007. La municipalité s'étend sur 207 km2.
Le peuplement de la ville est principalement composé de descendants d'immigrants d'origine allemande et d'Italiens.

## Villes voisines
Santo Antônio do Planalto est voisine des municipalités suivantes :
- Passo Fundo
- Ernestina
- Victor Graeff
- Não-Me-Toque
- Carazinho